# Ahmes

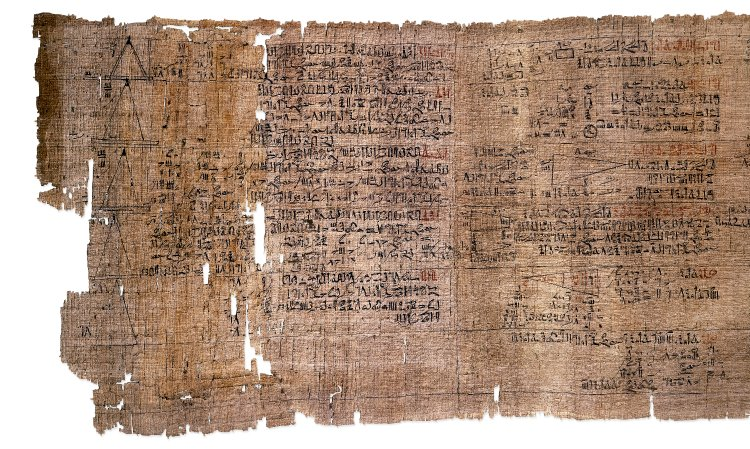
Một phần của cuộn giấy cói toán học Rhind

Ahmes (chính xác hơn là Ahmose) là một vị ký lục của Ai Cập cổ đại sống vào khoảng giai đoạn cuối của vương triều thứ 15 (và thuộc Thời Kỳ Chuyển tiếp Thứ Hai) và giai đoạn đầu của Vương triều thứ 18 (và thuộc thời kỳ Tân Vương quốc). Ông đã viết cuộn giấy cói toán học Rhind, một tác phẩm toán học Ai Cập cổ đại mà có niên đại khoảng chừng năm 1550 TCN; Ông là người đầu tiên đóng góp cho toán học mà có tên được biết đến.